# Microrégion de Bodoquena
La microrégion de Bodoquena est l'une des trois microrégions qui subdivisent le sud-ouest de l'État du Mato Grosso do Sul au Brésil.
Elle comporte 7 municipalités qui regroupaient 105 286 habitants en 2010 pour une superficie totale de 22 612 km2.

## Municipalités[1]
- Bela Vista
- Bodoquena
- Bonito
- Caracol
- Guia Lopes da Laguna
- Jardim
- Nioaque